# Гільдеґард Лехерт
Марта Луїза Гільдеґард Лехерт (нім. Marthe Luise Hildegard Lächert; 20 січня 1920, Берлін — 1995, Берлін) — наглядачка декількох концентраційних таборів під час Другої світової війни, нацистська воєнна злочинниця.

## Біографія
Після закінчення школи навчалася на швачку, але не закінчила навчання. Потім працювала на фабриці. З квітня 1942 року служила в концтаборі Равенсбрюк.
У жовтні 1942 року Лехерт розпочала роботу в таборі смерті Майданек як наглядачка. Тут вона була відома своєю жорстокістю: вона нацькувала собаку на вагітну жінку і била ув'язнених залізним взуттям. У серпні 1943 року через вагітність припинила службу. З квітня по червень 1944 року Лехерт працювала в підтаборах табору смерті Аушвіц Буді та Райско. З січня по квітень 1945 року — наглядачка в концтаборі Больцано.

### Після війни
У листопаді 1947 року Гільдеґард Лехерт постала перед судом в Кракові, разом з 40 іншими наглядачами на Аушвіцькому процесі. Лехерт сиділа поруч з трьома іншими колишніми наглядачками — Алісою Орловскі, Терезою Брандль і Луїзою Данц. Суд визнав Лехерт винною у військових злочинах і засудив її до 15 років позбавлення волі, визнавши як пом'якшувальну обставину наявність двох дітей. Покарання колишня наглядачка відбувала в тюрмі Кракова. У 1956 році була амністована. Після звільнення проживала в Гайдельберзі і працювала прибиральницею в борделі. Потім була завербована в ЦРУ, де спершу заробила непогану зарплатню і позитивні характеристики. Але в квітні 1957 року через порушення правил роботи Лехерт була переведена з ЦРУ в нещодавно створену систему ФРС в Західному Берліні, але незабаром був знову звільнена. У 1975 році Гільдеґард знову постала перед судом на 3-му процесі у справі про злочини в Майданеку, разом з Герміною Браунштайнер і Алісою Орловскі. З 26 листопада 1975 року по 30 червня 1981 року обвинувачених судили в Дюссельдорфі. На суді колишін в'язні концтаборів повідоми лифакти нелюдської жорстокості Лехерт. Свідки називали її однією з найбільш жорстоких наглядачок, називаючи її «Звіром», «Страхом ув'язнених» і «Кривавою Бригідою». Одна з колишніх в'язнів, Генріка Островскі, розповіла, що «Лехерт била ув'язнених хлистами до тих пір, поки у них не піде кров». Свідки розповіли, що Гільдеґард била до смерті вагітних жінок, топила в'язнів в вигрібних ямах туалетів, а також на смерть зацьковувала службовими собаками. Вона з побиттям відбирала дітей у жінок і кидала їх у вантажівки, які відвозили їх у газові камери. За свідченнями свідків, муки жертв приносили садистці Лехерт велике задоволення. В результаті Гільдеґард Лехерт була визнана винною в відборі в'язнів для газових камер і цькуванні собаками. Зв'язки з ЦРУ і ФРС не допомогли Лехерт повністю уникнути покарання. Вона була засуджена до 12 років позбавлення волі, хоча прокурор Вольфґанґ Вебер вісім разів вимагав для обвинуваченої довічного ув'язнення. Однак їй не довелося відбувати тюремне ув'язнення, оскільки їй зарахували термін в Польщі (близько 10 років) і в попередньому ув'язненні (5 років). Вона померла в 1995 році в Берліні, у віці 75 років.

## Нагороди
- Хрест Воєнних заслуг 2-го класу